# Rebaia
Rebaia (în arabă الربعية) este o comună din provincia Médéa, Algeria.
Populația comunei este de 5.346 de locuitori (2008).